# 情色漫畫老師
《我的妹妹是黃漫老師》是由日本作家伏見司創作、神崎廣繪製插畫的戀愛輕小說作品，連載於電擊文庫，由KADOKAWA（角川）出版發行。改编漫畫於2014年5月27日至2021年5月27日的《月刊Comic電擊大王》連載。已於2017年4月8日至6月25日播放12集電視動畫。

## 故事簡介
高中生兼輕小說作家和泉正宗有個家裡蹲的妹妹和泉紗霧，兩人一年前才成為兄妹，可紗霧完全不走出房間。正宗除了每天都幫紗霧準備食物，還天天在想辦法讓她走出房間。而正宗的搭檔，插畫家「黃漫老師」是個能畫出非常棒的殺必死插画的人。然而某一天，正宗突然發現衝擊的事實：「黃漫老師」其實是紗霧。正宗與紗霧的關係瞬間出現變化，正宗身邊的同行也越聚越多。正宗和紗霧就此展開了一段青春戀愛物語。

## 作品概要
本作是一部以非血緣關係的兄妹間的感情发展為側重點，以作家與插畫家的夢想為軸心的戀愛喜劇作品。現實的輕小説作品的登場是本作的主要特徵之一。在小説開始企劃期間，作者伏見司決定放棄媒體組合的傳播形式，並以此為前提進行寫作。在決定動畫化之前，小説累計銷量達60萬本，2017年4月22日達100萬本，同年6月8日宣佈突破120萬。
2013年12月10日，KADOKAWA 出版社正式出版小説第一冊並負責後續出版工作，由rin負責作畫的輕漫画在2014年5月27日發售的《月刊Comic電擊大王》2014年7月号開始連載。2015年11月28日開始通過Niconico直播服务進行多數決Drama配信。2016年3月10日發表改編電視動畫的消息。動畫于2017年4月8日開始在日本電視臺全網播放。動畫OVA於2019年1月16日發售。小說於2022年8月10日發售第13卷完結。

### 居所設定
在動畫中，男女主角與山田妖精的住宅地理位置設定在東京都足立區一丁目（五反野站附近），從住宅外可看見荒川河，這一地區是作者曾居住過的地方。千壽村征的住宅地理位置設定在千葉縣，距離千葉站換乘電車不到一小時車程的鄉下。

### 與其他作品的聯動
本作與伏見司的前作輕小説《我的妹妹哪有這麼可愛！》進行過多次聯動。小說的第2卷插畫與第3卷第292頁都有對《我的妹妹哪有這麼可愛！》的女主高坂桐乃的人物描繪，第11卷中也有高坂桐乃客串登場。在動畫中，本作的時間線定位在《我的妹妹哪有這麼可愛！》之後，設定上同屬一個世界觀。在動畫上映之前，官方便進行過多次聯動宣傳活動，包括推出兩部作品的官方選集、在多數決Drama配信中的作品聯動以及兩部作品的周邊產品共同銷售等。
在動畫開播後，《我的妹妹哪有這麼可愛！》的角色於動畫第8話與第11話中客串登場。已登場的角色有高坂京介（聲：中村悠一）、高坂桐乃（聲：竹達彩奈）、五更瑠璃（聲：花澤香菜）、槙島沙織（聲：生天目仁美）、來栖加奈子（以梅露露的cosplay形象）、五更日向（聲：花澤香菜）、五更珠希、御鏡光輝、赤城瀨菜、赤城京平、真壁楓與三浦絃一郎。此外，高坂兄妹與和泉兄妹也在動畫特典廣播劇中共同登場。
此外，在動畫第8話中，其他知名輕小說作品的角色如司波達也（聲：中村悠一；《魔法科高中的劣等生》男主角）、赫蘿（聲：小清水亞美；《狼與辛香料》主角）與桐人（聲：松岡禎丞；《刀劍神域》男主角）也以過場形式客串登場。

## 登場人物

### 主要人物
和泉正宗／和泉征宗（聲：松岡禎丞）
本作男主，15歲，生日2002年7月10日(巨蟹座),第5卷時年16歲。輕小說作家，「和泉征宗」為筆名，是和泉紗霧無血緣關係的哥哥。從出道作開始都由「黃漫老師」擔任插畫家。在入學國中時是第一位榮獲輕小說新秀獎選考員獎勵賞的新秀作家。
小學五年級時因生母去世大受打擊，為不讓父親擔心而開始逞強，想為家人付出，後經父親提點開始尋找快樂之事，因而迷上輕小說。處女作為小學六年級時撰寫的網路小說《勇者征宗的冒險》，經不知名讀者(正宗稱作「那個人」)的鼓勵而喜歡上寫小說，小學畢業時決定成為職業小說家，並邀對方為自己作畫，兩人相約能獨當一面時再見面。
大概主线剧情一年前，其父和泉虎徹再婚時，繼母帶著女兒紗霧再組家庭，然而夫婦卻在新婚旅行時喪生。正宗因此相當渴望家人的陪伴，也十分害怕再度失去身邊親人。因獨自照看妹妹，在家務與料理方面也有一定水準。
原以《轉生的銀狼》為代表作的學園異能戰鬥小說為其寫作風格，但在與妹妹接觸後改以《世界上最可愛的妹妹》為代表作的妹系風格為寫作方式，在「輕小說天下第一武鬥會」中獲得第一，甚至被文庫本化、漫畫化、動畫化，但轉變後的風格令身為早期讀者的千壽村征頗為不滿。被山田妖精及責任編輯稱為「雜魚似的存在」。寫小說的速度極快，最多每天可寫兩百頁原稿，同時也是工作狂，但因為沒幹勁的時候也會寫所以常被退件。
對紗霧一見鍾情，第一卷與妖精比賽後以三百頁的原稿向她告白，因紗霧沒有明確回應而以為自己被甩了，之後仍然持續追求。做任何事情均以紗霧的感受為先，被身邊的人認為是妹控且自己也不否認。雖在感情上較遲鈍，但隨故事發展，因妖精和村征的不斷追求下也發現兩人的迷人之處。對眾多女角的示好、誘惑或調戲抵抗力差，經常被玩弄得暈頭轉向，卻總能勉強維持理性，且唯有對紗霧的心意從未改變，被智惠認為在戀愛上有鐵壁般的防禦力。因身邊總是圍繞許多女性，且又常遇到福利事件，常被紗霧、妖精等人罵是「輕小說主角」。
在暑假期間(第八卷末)與紗霧互相分享相遇前的往事時，發現紗霧就是當時繪製《勇者征宗的冒險》插圖與鼓勵自己的「那個人」，順勢求婚但被以年紀太小拒絕，反被紗霧告白，兩人正式開始交往。
和泉紗霧／黃漫老師（聲：藤田茜）
本作女主，12歳，生日2005年12月10日(射手座)，第4卷慶生后時年13歲。小説插畫家，「黃漫老師」為筆名，是男主角和泉正宗無血緣關係的妹妹。銀髮藍瞳。《星塵☆小魔女梅露露》的忠實粉絲。
於部落格上表示筆名「黃漫老師」的由來是島嶼埃羅芒阿島的名稱，跟黃漫沒關係。當有人當場稱她為「黃漫老師」時，和泉紗霧的回答都是「我不認識叫那種名字的人」，這個回答已經成為了口頭禪。
小學二年級時，父母離婚，由此經常拒絕上學，甚至到國中時沒有去過一次學校。因监护人（正宗的姑姑）尝试强行将她带出房间，加之父母過世所造成之精神創傷而成為家裡蹲，只要家中有人就絕不離開臥室，與和泉正宗的溝通都是用踩地板造成的聲響（「床咚」）作為溝通方式。即便不出房門，也能感知家中他人的氣息。隨故事發展已與大多數女角成為朋友，第十二卷時在家中有熟人的狀況下也能自由行動，且能在正宗的陪伴下在人煙稀少的早晨於住家附近走動。
對待插畫相當專注，富含激情，開心時會手舞足蹈並哼歌。但接觸到情色相關的素材時(如色情同人誌)會變成好色大叔的性格，為得到該素材甚至會不擇手段。作畫的模特兒多為自己本人，也會將神野惠、山田妖精與千壽村征等好友作為繪畫模特，讓她們擺出各種姿勢，甚至平靜地要求她們模仿性騷擾的動作。對女孩子的內褲有着異乎常人的渴望，曾當和泉正宗的面脫下神野惠的內褲，通過電腦視訊臨摹山田妖精的內褲等。
擁有自己的部落格，有時也會在視頻網站上進行繪畫直播。直播時會使用變聲器，頭戴梅露露面具。但在某次直播中被和泉正宗發現攝影機身後的飯盤，從而暴露身份。
小學二年級時為《勇者征宗的冒險》的第一位讀者，也是第一個給正宗發投稿完結感想並畫了畫慶祝的人，以此為契機開始與正宗聊天，卻假裝自己是男大學生。受正宗鼓勵而在三年級時短暫脫離家裡蹲。正宗決定成為職業小說家時，邀請紗霧成為職業插畫家為其作畫，並與對方約好要能獨當一面時再見面，自此開始認真向母親學習插畫，並繼承母親筆名。
在見面前就已經喜歡上正宗，從未將對方當成哥哥而是異性。在正宗與其他女角互動時會吃醋，甚至以床咚、打電話等手段干擾，雖然也想拉近跟正宗的距離，但總是因為害羞而無法坦率。在暑假期間(第八卷末)與正宗互相分享相遇前的往事時表明自己就是當時的「那個人」，在正宗求婚時以年紀太小為由拒絕，並向正宗告白，兩人正式開始交往。交往後就變得十分愛撒嬌。視妖精與村征為危險的情敵，因此交往後更積極向正宗發動攻勢。
在漫畫中，和泉紗霧的插畫由大將田中負責，動畫中則由Tiv負責。
在現實中，「紗霧」一名源自日本狹霧號驅逐艦。

### 作家、插畫家
山田妖精（Elf Yamada，聲：高橋未奈美）
和泉家的鄰居，13歲（動畫版14歲）。超人氣的輕幻想小說作家，本名為「艾米莉·格蘭傑」（Emily Granger），但僅准自己的插画师亞美莉亞·愛爾梅麗亞以及和泉正宗在要向她求婚時才能用。
正宗的鄰居，時常到和泉家中作客(不時會從紗霧房間的陽台進入)。家境極好，還有一座私人島嶼，父親早逝。作為全職小說家並未就讀國中。
一開始與和泉正宗接觸是因為山田妖精想要「黃漫老師」為她畫插畫，而與和泉正宗約定各寫一篇輕小說讓「黃漫老師」評斷誰寫得好，寫得好的人就可以讓「黃漫老師」為其畫插畫。寫作完畢後山田妖精看到和泉正宗的文章認定是寫給妹妹的情書而認輸，同時也認出和泉紗霧就是「黃漫老師」，並且把自己的原稿送到碎紙機毀掉。
最喜歡的作品風格為輕奇幻風、色情浪漫喜劇風以及異世界旅行風。蘿莉塔時裝服裝的追求者，且不論是作品中或現實中皆對於全裸有莫名的執著。平時喜歡打電動，但總是能夠在最後一刻以相當快的速度完稿(自稱為「原稿召喚」)，從未脫稿過。對於作品的鑑定能力十分準確。
處事很果敢，善於決斷，但內心卻非常細膩。個性開朗奔放，常常口出狂言且患有中二病，決心立於世界輕小說的頂端。行動力強，做事總是拚盡全力，面對敵人時也會因為想全力一戰而幫助對方，且即便失敗也很快就能轉換心情。曾受過新娘修行，女子力極高且多才多藝，正宗也承認和她結婚的人將會非常幸福。
是正宗早期讀者之一，且因正宗表示自己曾被妖精的小說救贖而喜歡上對方。憧憬父母幸福的婚姻生活，為追尋自己的幸福而來到日本。在夏季集訓向正宗表白之後以各種方式接近正宗，方式大膽且不按牌理出牌。因為知道紗霧對正宗的重要性，因此攻略正宗的方針為同時幫助紗霧，讓三人一起獲得幸福，也深信正宗最後會選擇自己。
在現實中，「山田妖精」一名源自日本作家田中羅密歐與「山田烏冬面」連鎖餐廳。
千壽村征（聲：大西沙織）
和泉正宗的前輩作家，但比正宗小一歲，14歲。本名為「梅園花」。熱門輕小說作品《幻想妖刀傳》的作者。
是個直腸子，想說甚麼就說甚麼，眼中只看的見自己的目標，也因此日常生活能力極差，甚至連搭車、領錢等日常行為都有困難。對小說的銷售以及讀者的反應一點也不感興趣，也不參加出版社所舉辦的任何活動，甚至連自己寫的小說出版書名都不知道。因崇拜和泉正宗的出道作《勇者征宗的冒險》而開始寫作(為正宗第二名讀者)，但之後其作品《幻想妖刀傳》銷量卻遠遠超過和泉正宗。
認為世界上所有小說都很無聊，找不到屬於自己的小說，因此只好自己創作。由於對小説的截稿日期把握非常嚴格，當超過截稿日期時會將右手的指甲剝掉，所以右手手指總是纏著繃帶。寫作時不在電腦上敲打原稿，而是將原稿寫在稿紙上。經常隨身攜帶一本大學用筆記本。寫作時相當專注，甚至能夠在極其惡劣的環境下寫作。公開場合中常穿着和服。
一直都喜歡著和泉正宗在網路上寫的寫作，後發現和泉正宗的新作手法改變。為了要讓和泉正宗成為只為她寫小說的「我的東西（我的專屬小說家）」，而刻意阻撓和泉正宗出版新作品，並和和泉正宗約定在「輕小說天下第一武鬥會」上決一勝負，輸的一方必須服從勝利的一方。「輕小說天下第一武鬥會」結果出爐後，原本為第一名，但是參賽的輕小說《我的不可愛的晚輩》（「不可愛的晚輩」指和泉正宗。）超過規定頁數，違反了比賽規則，導致喪失比賽資格，所以由「輕小說天下第一武鬥會」第二名、和泉正宗的輕小說《世界上最可愛的妹妹》獲得勝利。比賽結果出爐前正式以《我的不可愛的晚輩》向正宗告白，但被拒絕。
就讀貴族女校菜之花女子學園，雖未加入文學部卻在部內被恭奉為神。學園祭時在同學們的助攻下讓正宗重新認識自己，結束後再次用小說向正宗告白，雖然失敗，卻也讓正宗坦承變得比以前更喜歡自己。並未因正宗和紗霧交往而感到灰心，認為永不退燒的戀情僅存在於創作中，因此自己將會是最後的勝利者。
獅童國光（聲：島崎信長）
大學生，外號「席德」，20岁，「輕小說天下第一武鬥會」參賽者，但敗於和泉正宗與千壽村征之下，僅得第三。寫作風格是以點心作為主題，對製作點心也相當拿手。酒品極差。
愛慕神樂坂菖蒲，在白色情人節時因她將巧克力轉送給編輯部所有人而大受打擊，後在正宗與惠安排的聯誼中，經白鳥揚羽鼓勵取回寫作的動力，但作品卻因此變成蘿莉風輕小說。
一直認為「黃漫老師」是個大叔，且聽到和泉正宗與山田克里斯談話的內容而認為和泉正宗是同性戀，直到春之祭典時和泉京香以情色漫畫老師身分登台才解開誤會。
草薙龍輝
和泉正宗的前輩作家。同為男性作家，與正宗和獅童國光有良好的關係。個性有點傲嬌。
其作品《純真之愛。》有被動畫化，但其BD銷售疲軟，導致其一度借酒消愁，放蕩不羈，但在之後飲酒程度有所減少。
在正宗與惠安排的聯誼上認識了夏目綾。曾與一化名叫「綾」的女子在酒吧約會，互留LINE帳號並要求其發送色情電郵，但卻誤傳給中學生夏目綾，事件後在被半威脅的情況下收綾為徒弟。
亞美莉亞·愛爾梅麗亞（Amelia Almeria）
山田妖精的專屬插畫師，同时也是漫画家，筆名為「愛爾敏」。既是山田妖精的家庭繪畫教師，也是山田妖精作品漫畫化的作者，與和泉紗霧同样都是師承紗霧的母亲，是和泉紗霧的師姐。有著過人的才能，能駕馭多種畫風，在插畫和漫畫方面都相當活躍。
與山田妖精是青梅竹馬，相當愛慕山田妖精，喜歡捉弄妖精來看她困擾、生氣的樣子。說話方式與行為都十分像男性，是正宗少數不會害羞的女性。年齡不詳，但在睡衣派對時遞酒給和泉京香，可推斷應已成年。
因山田妖精之前要求更換插畫師，改與和泉紗霧合作，惹怒了亞美莉亞，遂以「黃漫老師G」的身分在網路上向和泉紗霧發出與山田妖精共同策畫的「黃漫老師VS黃漫老師G 剝下面具的DEATH MATCH」挑戰，並公開在網路上比試，最後還是敗在和泉紗霧之下，因其美少女的身分公開後，使得後來網路直播繪畫的人氣遠遠超過「黃漫老師」。後在和泉紗霧的請求下，成為《世界上最可爱的妹妹》漫畫版作者。
據亞美莉亞所言，與初代「黃漫老師」初次見面時，「黃漫老師」強調她的名字來自澳大利亞昆士蘭州的伊羅曼加鎮。
第十二卷時揭露亞美莉亞同時身兼監視妖精的工作，妖精在日本的一舉一動與人際關係皆會向妖精的母親匯報，但本人也不希望妖精被帶走。

### 好友
神野惠（聲：木戶衣吹）
和泉紗霧的同學，12歲。身為班長，以把和泉紗霧帶到學校上課為己任。當過讀者模特兒。人脈豐富，自稱有500多名朋友，但網路素養意外的很差。
曾經和正宗說自己喜歡「丁丁」，也喜歡調戲正宗，雖假裝成熟其實內心相當清純，因此偶爾會自爆。堅稱自己有大學生男朋友(其實只有弟弟)。
稱呼輕小說是「噁心肥宅小說」因而激怒智惠，之后在智惠有效推銷輕小說之下，開始迷上輕小說，偶爾會出現在高砂書店。
為見到和泉紗霧並與其做朋友而自願眼睛蒙上雙手綁上進入和泉紗霧的房間，卻因為和泉紗霧太著迷於神野惠的身材而進入了「黃漫老師模式」，還把神野惠的內褲當場脫下來。事件結束之後與紗霧成為朋友。
在聖誕派對時確認和泉紗霧就是「黃漫老師」，但直到定期測驗紗霧告知自己時才坦承自己早就發現了。
在睡衣派對時揭露喜歡的類型是獅童國光。
高砂智惠（聲：石川由依）
和泉正宗的同學和好友，15歲。僕娘。是由家族經營的「高砂書店」的看板娘，身材姣好，對輕小說銷售評價非常準確。千壽村征的忠實粉絲。
將和泉正宗稱爲「阿宗」，也是知道正宗職業的異性友人。智惠是與正宗在小學3年級時是同班同學，但正宗并無印象。
正宗煩悶時常到荒川河堤和高砂書店散心，因此智惠常聽他吐苦水。
對正宗抱有好感，常主張自己是青梅竹馬的角色。曾開玩笑的表示，倘若正宗的小說能夠動畫化抑或正宗能夠賺到如同妖精老師般的鉅額版稅，就願意嫁給正宗。也在得知正宗和紗霧交往之後大受打擊，甚至不斷慫恿正宗分手。

### 親屬家人
和泉京香
和泉兄妹的姑姑，也是他们的監護人。
國中時期是個不輸給和泉紗霧的雙馬尾傲嬌兄控美少女，現在則為短髮的冰之女王。對正宗的生母以及紗霧的生母均抱持相當大的敵意。
在和泉正宗與和泉紗霧雙親過世時接下監護人職務，且加以嚴格對待。曾強迫和泉紗霧從房裡出來，造成和泉紗霧相當大的精神傷害，也使得正宗對和泉京香有所不滿。之後正宗與京香約定每年接受定期測驗，正宗要維持生活的同時也要兼顧課業，並且要讓和泉紗霧回歸社會，不要當家裡蹲，如果做不到就要強迫分開。
語氣刺耳，表情嚴厲因此常被誤會，但其實内心深處相當關心和泉兄妹，不樂見正宗總是在為了別人而逞強。在定期測驗結束後與和泉兄妹解開誤會，並表示兄妹倆可以盡情向她撒嬌。
在「世界上最可愛的妹妹初次官方舞台活動」中，受到和泉正宗與和泉紗霧的撒嬌加拜託之下，登台成為「黃漫老師」的影武者。
《世界上最可愛的妹妹》決定動畫化之後，因正宗與紗霧的請求而開始與兄妹倆同居。
兒時與哥哥曾輾轉寄宿於親戚家中，且又常被同學誤會，人際關係不佳，也因此十分渴望家人陪伴。
曾促使正宗的父親和紗霧的母親再婚，但兩人新婚旅行途中喪生後，京香認為自己是導致他們雙亡的原因，對此感到懺悔，並一直對正宗和紗霧隱瞞。當向兄妹說出「真相」並打算徹底消失之時，被衝出家門之外的紗霧挽留。
酒量極差，喝酒之後精神年齡會回到高中時代(自稱兩三年前還是個國中生)。睡衣派對時在喝酒後主動換上決勝睡衣，且不小心說出初戀情人就是自己的哥哥和泉虎徹。
和泉虎徹（聲：中村悠一）
和泉正宗的親生父親，也是和泉京香年紀差很多的大哥。與和泉正宗的生母是青梅竹馬。在和泉正宗14歲時與和泉紗霧的生母成婚，但兩人在之後的新婚旅行途中喪生。
雖然妹妹京香對虎徹抱有超越兄妹的感情，但虎徹本人沒有察覺。
近藤志保
和泉正宗的親生母親，也是和泉虎徹的前任妻子。非常幽默。幼時料理便非常拿手，后成爲料理專家且多次出現在電視節目上。
和泉京香並不待見志保，甚至單方面對其產生強烈的對抗意識，但志保总會以「京香是喜歡的人的妹妹，所以我也喜歡京香」這句話來回應。
在正宗小學五年級時，于交通事故中喪生。
初代「黃漫老師」（聲：井口裕香）
和泉紗霧的親生母親。本名未知。亞美莉亞·愛爾梅麗亞的插畫老師。因在一場愛好活動中進行淫穢作畫而得名「黃漫老師」。
在和泉紗霧的請求下，將繪畫方式教給和泉紗霧。和泉紗霧的生父對妻子從事淫穢插圖繪畫工作抱有嚴重的厭惡感以及價值觀不合是兩人離婚的主要原因。
因想要和女兒一起作畫而買給紗霧大量衣服，也有考慮到年齡增長。這些衣服現已成為紗霧的繪畫素材。
在和泉紗霧11歲時與和泉正宗的生父成婚，但兩人在之後的新婚旅行途中喪生。
梅园麟太郎
千壽村征的父亲。時代小說大家，对女儿非常溺爱，叫女兒「小花花」。
不希望自己女兒成為小說家，因此禁止任何出版社人員到他家與女兒接觸，只有神樂坂菖蒲仗著自己是梅園麟太郎恩人的女兒的身分，以爬樹的方式潛入他家向千壽村征拿原稿，被發現也不會被處罰。
為了寵愛女兒，而與和泉正宗、山田妖精以及千壽村征一起寫過接力小說。也有向「成為小說家吧」網站投稿，文筆專業但基調過於苦澀，評價較低。菜之花女子學園的文學部幾乎沒有人認識他，並把他當成新人網路作家看待，嚇傻了正宗一行人。
山田妖精的母親（聲：大原沙耶香）
山田妖精和山田克里斯的母親，名字不詳。因丈夫遺願為希望孩子們獲得幸福，志願將妖精與克里斯培養成優秀的人。克理斯因受不了而離家出走，妖精則是因想尋找自己的幸福來到日本。雖允許妖精以自己的方式生活一段時間，卻因認為妖精對正宗的追求沒有勝算而來到日本(因正宗和自己一樣是絕對不會變心的人)，欲將妖精帶回國相親，用自己的方式讓妖精談場幸福的戀愛。後在來到飯店的正宗與紗霧的說服下改為支持妖精。

### 編輯
神樂坂菖蒲（聲：小松未可子）
和泉正宗與千壽村征的責任編輯。臉皮厚且時常自作主張，常為得到好作品或業績採取一些可疑的手段，如向村征洩漏正宗的作品動向以舉辦「輕小說天下第一武鬥會」，欲讓情色漫畫老師在「世界上最可愛的妹妹舞台活動」登台等。認為單戀能為創作加分，但交往後作品會扣分，也因此曾煽動村征去追求正宗(失戀會為創作帶來莫大熱情)。
早就知道和泉紗霧是「黃漫老師」，也知道和泉正宗與和泉紗霧是兄妹關係，只是因保密條款而不說出來，直到「剝下面具的DEATH MATCH」挑戰即將開始時才告知和泉正宗。
山田克里斯（Chris Yamada，聲：山下誠一郎）
山田妖精的哥哥，任職於FULLDRIVE文庫編輯部，也是山田妖精的責任編輯。溺爱自己的妹妹，但是在催稿的时候也会毫不留情。曾誤會和泉與妹妹正在交往，建議和泉先與妹妹訂下婚約（此段對話被獅童聽為克里斯向和泉求婚，造成不小的誤會）。因受不了母親的教育方針而離家出走。

### 動畫工作人員
赤坂透子
和泉正宗小说《世界上最可愛的妹妹》動畫的女性製片人。在《我的妹妹哪有這麼可愛！》中曾擔任《星塵☆小魔女梅露露》的製片工作。閱歷豐富的年轻才女，為現實主義者，十分不滿葵真希奈的工作態度。
雨宮静枝
動畫《世界上最可愛的妹妹》的女性監督。曾擔任《星塵☆小魔女梅露露》的監督工作。
葵真希奈
動畫《世界上最可愛的妹妹》的女性系列構成與腳本負責人。眼鏡娘。所在動畫公司社長的女兒。
曾擔任《星塵☆小魔女梅露露》的腳本工作。雖然創作品質一流，卻沉迷於午睡和遊戲，常在腳本會議中偷懶打盹，腳本幾乎從未準時交過。是個生活白癡，在無人照顧的狀況下幾乎沒有工作能力，唯一全程負責的作品《星塵☆小魔女梅露露》也是自己以前和姊姊生活才得以完成。對於和泉兄妹的互動十分感興趣，在《世界上最可愛的妹妹》動畫製作期間曾到和泉家中寄宿，進行腳本取材。

### 其他
夏目綾
神野惠的朋友。11歲。眼鏡娘。希望成爲輕小説作家。被神野惠帶來參加和泉正宗、草薙龍輝與獅童國光的聯誼會。
曾被草薙龍輝誤認裝扮而被搭訕並要求發送色情電郵。之後，夏目綾願意諒解草薙龍輝，但以主動拜其為師作爲條件。
白鳥揚羽
神野惠的朋友。8歲。被神野惠稱爲「朋友之中最受歡迎的人」。被神野惠帶來參加和泉正宗、草薙龍輝與獅童國光的聯誼會。國光的忠實粉絲，在聯誼中給了國光他的第一封讀者信，成功使他取回寫作的動力。
宇佐美鈴音
神野惠的朋友，千壽村征的同學兼青梅竹馬，菜之花女子學園第二文學部部長。曾與和泉正宗及山田妖精等人一同參加菜之花女子學園的文化祭，非常支持為正宗而努力的村征，也不斷為她助攻。看似清純的大小姐，實際上有著小惡魔性格，不時會出言調戲正宗。
月見里合間
人氣漫畫《陽光吸血鬼》的女作家，與葵真希奈為良好的競爭對手。曾以過來人的經驗告誡正宗事業與愛情難以兼顧，且動畫化的夢想是十分龐大的賭注。

## 作中作
本作裡出現許多基於小説世界觀架空的小說、漫畫和動畫，還包括許多實際存在於現實世界中的漫畫與遊戲。本部分只列出在原作中出現名字的架空作品：

### 架空的小說、漫畫
| 《轉生的銀狼》系列（） 和泉正宗（著），黃漫老師（插畫）。學園超能力戰鬥風輕小説，是和泉正宗首部完結作品系列。 小説累計銷售量為22萬本。 《世界上最可愛的妹妹》（） 和泉正宗（著），黃漫老師（插畫）。連載中的妹系風輕小説，已發表6卷。簡稱《世界妹》（）。 在小説開始發行后便開始進行動畫、冒險手遊以及社交遊戲的企劃及宣傳工作。 小説每卷開場白會通過人物對話對小説先前的劇情進行簡明概括。 動畫封面與封底的標題爲《世界上最卡哇伊的妹妹》（）。 第3卷的副標題為「我與妹妹心跳不已的初體驗（約會）」（）。 女主角為斯赫弗宁恩小姐（斯赫弗宁恩為筆名），主人公的妹妹。 《BlackSword》（） 和泉正宗（著），黃漫老師（插畫）。和泉正宗的出道作。 | 《勇者政宗的冒險》（） 以《幻想傳奇》原著爲基礎的二次創作網路小說，和泉正宗的處女作。共210話。 《爆炎的黑暗妖精》（） 山田妖精（著），亞美莉亞（插畫）。異世界戰鬥風輕小説，已被動畫化。 小説累計銷售量為220萬本。動畫BD累計銷售量為3萬份。 《幻想妖刀傳》（） 千壽村征（著）。連載中的學園超能力戰鬥風輕小説，簡稱《幻刀》。已發表12卷，已被動畫化。 小説累計銷售量為1450萬本。村征表示已經完成小説至第250卷爲止的寫作構思。 在動畫中由緒方剛志擔當《幻想妖刀傳》的插畫。 《純真之愛。》（） 草薙龍輝（著）。戀愛風輕小說。已被動畫化並與《爆炎的黑暗妖精》同期上映。 《陽光的吸血鬼》（） 月見里合間（作）。戰鬥風漫畫。已被動畫化並與《世界上最可愛的妹妹》同期上映。 |

### 架空的動畫
《星塵☆小魔女梅露露》
超人氣動畫，製片人為赤坂透子，監督為雨宮静枝，葵真希奈擔任編劇。曾在《我的妹妹哪有這麼可愛！》中登場的同名動畫作品。

## 出版書籍

### 輕小说
| 冊數 | 日文標題 | 中文標題                     | KADOKAWA       | KADOKAWA               | 台灣角川                              | 台灣角川                                 |
| 冊數 | 日文標題 | 中文標題                     | 發售日期       | ISBN                   | 發售日期                              | ISBN                                     |
| ---- | -------- | ---------------------------- | -------------- | ---------------------- | ------------------------------------- | ---------------------------------------- |
| 1    |          | 妹妹和不敞開的房間           | 2013年12月10日 | ISBN 978-4-04-866081-5 | 2014年8月27日                         | ISBN 978-986-366-981-4                   |
| 2    |          | 妹妹和世上最有趣的小說       | 2014年5月10日  | ISBN 978-4-04-866531-5 | 2014年12月4日                         | ISBN 978-986-366-267-9                   |
| 3    |          | 妹妹和妖精之島               | 2014年10月10日 | ISBN 978-4-04-866937-5 | 2015年7月18日                         | ISBN 978-986-366-599-1                   |
| 4    |          | 情色漫畫老師VS情色漫畫老師G  | 2015年3月10日  | ISBN 978-4-04-869334-9 | 2015年12月21日                        | ISBN 978-986-366-862-6                   |
| 5    |          | 和泉紗霧初次上學             | 2015年9月10日  | ISBN 978-4-04-865381-7 | 2016年8月25日                         | ISBN 978-986-473-251-7                   |
| 6    |          | 應該與山田妖精結婚的十個理由 | 2016年3月10日  | ISBN 978-4-04-865808-9 | 2017年1月24日                         | ISBN 978-986-473-496-2                   |
| 7    |          | 因動畫而開始的同居生活       | 2016年8月10日  | ISBN 978-4-04-892249-4 | 2017年4月10日（限定版） 2017年4月24日 | EAN 4712961075367 ISBN 978-986-473-607-2 |
| 8    |          | 和泉征宗的假日               | 2017年1月10日  | ISBN 978-4-04-892597-6 | 2017年6月28日                         | ISBN 978-986-473-727-7                   |
| 9    |          | 紗霧的新婚生活               | 2017年6月9日   | ISBN 978-4-04-892950-9 | 2018年2月7日（限定版）                | EAN 4712961078849 ISBN 978-957-564-001-9 |
| 10   |          | 千壽村征與戀愛的校慶         | 2018年7月10日  | ISBN 978-4-04-893914-0 | 2019年4月15日                         | ISBN 978-957-564-846-6                   |
| 11   |          | 妹妹們的睡衣派對             | 2019年1月10日  | ISBN 978-4-04-912198-8 | 2019年10月7日                         | ISBN 978-957-743-264-3                   |
| 12   |          | 山田小妖精逆轉勝利之章       | 2019年11月9日  | ISBN 978-4-04-912892-5 | 2020年7月30日                         | ISBN 978-957-743-876-8                   |
| 13   |          | 情色漫畫祭典                 | 2022年8月10日  | ISBN 978-4-04-914493-2 | 2023年9月6日                          | ISBN 978-626-352-895-6                   |

### 短篇小说
在《月刊Comic電擊大王》2014年10月号（8月27日发售）开始，《我的妹妹是黃漫老師》的短篇小说《黃漫大王》（日語：エロマンガ大王）连续3期刊载。

### 改編漫畫版
本篇
| 冊數 | KADOKAWA       | KADOKAWA               | 台灣角川       | 台灣角川               |
| 冊數 | 發售日期       | ISBN                   | 發售日期       | ISBN                   |
| ---- | -------------- | ---------------------- | -------------- | ---------------------- |
| 1    | 2014年11月10日 | ISBN 978-4-04-865087-8 | 2016年3月18日  | ISBN 978-986-366-981-4 |
| 2    | 2015年5月9日   | ISBN 978-4-04-866922-1 | 2016年8月17日  | ISBN 978-986-473-260-9 |
| 3    | 2016年1月9日   | ISBN 978-4-04-865518-7 | 2017年4月20日  | ISBN 978-986-473-636-2 |
| 4    | 2016年8月10日  | ISBN 978-4-04-892172-5 | 2017年5月22日  | ISBN 978-986-473-694-2 |
| 5    | 2017年3月10日  | ISBN 978-4-04-892718-5 | 2018年5月23日  | ISBN 978-957-564-200-6 |
| 6    | 2017年10月7日  | ISBN 978-4-04-893431-2 | 2018年5月23日  | ISBN 978-957-564-201-3 |
| 7    | 2018年6月9日   | ISBN 978-4-04-893849-5 | 2019年4月24日  | ISBN 978-957-564-874-9 |
| 8    | 2019年2月9日   | ISBN 978-4-04-912351-7 | 2019年10月14日 | ISBN 978-957-743-278-0 |
| 9    | 2019年11月9日  | ISBN 978-4-04-912837-6 | 2020年11月25日 | ISBN 978-986-524-075-2 |
| 10   | 2020年6月10日  | ISBN 978-4-04-913234-2 |                |                        |

山田妖精大老师的坠入爱河纯真饭
| 冊數 | KADOKAWA      | KADOKAWA               |
| 冊數 | 發售日期      | ISBN                   |
| ---- | ------------- | ---------------------- |
| 1    | 2019年2月9日  | ISBN 978-4-04-912352-4 |
| 2    | 2019年8月10日 | ISBN 978-4-04-912705-8 |
| 3    | 2020年2月10日 | ISBN 978-4-04-913023-2 |

### 官方選集
由《電擊漫畫NEXT》專欄發售的《我的妹妹是黃漫老師》官方選集。
| 日文標題 | 中文標題               | 電擊文庫      | 電擊文庫               |
| 日文標題 | 中文標題               | 發售日期      | ISBN                   |
| -------- | ---------------------- | ------------- | ---------------------- |
|          | 官方漫畫選集：黃漫老師 | 2017年3月10日 | ISBN 978-4-04-892784-0 |

在「電擊文庫秋日慶典2016」與「電擊文庫春日慶典2017」上公開宣佈發售的伏見司十周年計劃官方選集。
| 日文標題 | 中文標題                       | 電擊文庫                           | 電擊文庫      |
| 日文標題 | 中文標題                       | 發售日期                           | JAN           |
| -------- | ------------------------------ | ---------------------------------- | ------------- |
|          | 我的妹妹哪有可能那麽黃漫       | 2016年10月8日（預售2016年10月2日） | 4942330094365 |
|          | 更多！我的妹妹哪有可能那麽黃漫 | 2017年3月27日（預售2017年3月12日） | 4942330099506 |

## 電視動畫
2016年3月，官方宣佈改編为電視動畫，與《我的妹妹哪有這麼可愛。》一樣由A-1 Pictures負責動畫製作，由Aniplex的柏田真一郎擔任製片人。2017年4月9日起於日本BS11、每日放送、AT-X以及各電視網所屬電視台播放。

## 腳註

### 原作來源
1. ↑  動畫BD/DVD附帶特典CD廣播劇《我的妹妹是黃漫老師×我的妹妹哪有這麼可愛！合作劇》。
2. ↑  動畫BD/DVD第1卷特典小說《黃漫老師if 先行體驗版～因if而開始的新婚生活～》。
3. ↑  小説第5卷，214頁。
4. ↑  小説第5卷，216頁。
5. ↑  小説第5卷，185頁。

### 書籍來源
KADOKAWA
1. ↑  . 電擊文庫. KADOKAWA ASCII Media Works.   [2015-07-14]. （原始内容存档于2015-09-11） （日语）.
2. ↑  . 電擊文庫. KADOKAWA ASCII Media Works.   [2015-07-14]. （原始内容存档于2015-09-10） （日语）.
3. ↑  . 電擊文庫. KADOKAWA ASCII Media Works.   [2015-07-14]. （原始内容存档于2015-09-10） （日语）.
4. ↑  . 電擊文庫. KADOKAWA ASCII Media Works.   [2015-07-14]. （原始内容存档于2015-09-30） （日语）.
5. ↑  . 電擊文庫. KADOKAWA ASCII Media Works.   [2015-09-10]. （原始内容存档于2015-09-12） （日语）.
6. ↑  . 電擊文庫. KADOKAWA ASCII Media Works.   [2016-03-14]. （原始内容存档于2016-03-10） （日语）.
7. ↑  . 電擊文庫. KADOKAWA ASCII Media Works.   [2016-06-10]. （原始内容存档于2016-09-10） （日语）.
8. ↑  . 電擊文庫. KADOKAWA ASCII Media Works.   [2016-11-10]. （原始内容存档于2017-01-12） （日语）.
9. ↑  . 電擊文庫. KADOKAWA ASCII Media Works.   [2017-06-09]. （原始内容存档于2017-05-31） （日语）.
10. ↑  . 電擊文庫. KADOKAWA ASCII Media Works.   [2018-05-09]. （原始内容存档于2018-05-14） （日语）.
11. ↑  . 電擊文庫. KADOKAWA ASCII Media Works.   [2018-12-08]. （原始内容存档于2021-01-19） （日语）.
12. ↑  . 電擊文庫. KADOKAWA ASCII Media Works.   [2019-10-13]. （原始内容存档于2019-12-12） （日语）.
13. ↑  . 電擊文庫. KADOKAWA ASCII Media Works.   [2022-07-04]. （原始内容存档于2022-08-16） （日语）.
14. ↑  . 電擊文庫. KADOKAWA ASCII Media Works.   [2015-07-10]. （原始内容存档于2019-03-31） （日语）.
15. ↑  . 電擊文庫. KADOKAWA ASCII Media Works.   [2015-07-10]. （原始内容存档于2019-04-25） （日语）.
16. ↑  . 電擊文庫. KADOKAWA ASCII Media Works.   [2015-07-10]. （原始内容存档于2017-10-17） （日语）.
17. ↑  . 電擊文庫. KADOKAWA ASCII Media Works.   [2015-07-10]. （原始内容存档于2019-04-13） （日语）.
18. ↑  . 電擊文庫. KADOKAWA ASCII Media Works.   [2017-02-28]. （原始内容存档于2019-04-13） （日语）.
19. ↑  . 電擊文庫. KADOKAWA ASCII Media Works.   [2017-10-07]. （原始内容存档于2019-04-25） （日语）.
20. ↑  . 電擊文庫. KADOKAWA ASCII Media Works.   [2018-06-09]. （原始内容存档于2018-07-02） （日语）.
21. ↑  . 電擊文庫. KADOKAWA ASCII Media Works.   [2019-07-26]. （原始内容存档于2019-04-25） （日语）.
22. ↑  . 電擊文庫. KADOKAWA ASCII Media Works.   [2019-10-01] （日语）.[永久]
23. ↑  . 電擊文庫. KADOKAWA ASCII Media Works.   [2018-12-14]. （原始内容存档于2019-04-18） （日语）.

台灣角川
1. ↑  . 台灣角川.   [2023-10-10]. （原始内容存档于2023-10-14）.
2. ↑  . 台灣角川.   [2023-10-10]. （原始内容存档于2023-10-14）.
3. ↑  . 台灣角川.   [2023-10-10]. （原始内容存档于2023-10-14）.
4. ↑  . 台灣角川.   [2023-10-10]. （原始内容存档于2023-10-14）.
5. ↑  . 台灣角川.   [2023-10-10]. （原始内容存档于2023-10-14）.
6. ↑  . 台灣角川.   [2023-10-10]. （原始内容存档于2023-10-14）.
7. ↑  . 台灣角川.   [2023-10-10]. （原始内容存档于2023-10-14）.
8. ↑  . 台灣角川.   [2023-10-10]. （原始内容存档于2023-10-14）.
9. ↑  . 台灣角川.   [2023-10-10]. （原始内容存档于2023-10-14）.
10. ↑  . 台灣角川.   [2023-10-10]. （原始内容存档于2023-10-14）.
11. ↑  . 台灣角川.   [2023-10-10]. （原始内容存档于2023-10-14）.
12. ↑  . 台灣角川.   [2023-10-10]. （原始内容存档于2023-10-14）.
13. ↑  . 台灣角川.   [2023-10-10]. （原始内容存档于2023-10-14）.
14. ↑  . 台灣角川.   [2023-10-10]. （原始内容存档于2023-10-14）.
15. ↑  . 台灣角川.   [2023-10-10]. （原始内容存档于2023-10-14）.
16. ↑  . 台灣角川漫畫.   [2018-06-07]. （原始内容存档于2019-08-09）.
17. ↑  . 台灣角川漫畫.   [2018-06-07]. （原始内容存档于2019-08-09）.
18. ↑  . 台灣角川漫畫.   [2018-06-07]. （原始内容存档于2019-08-09）.
19. ↑  . 台灣角川漫畫.   [2018-06-07]. （原始内容存档于2019-08-09）.
20. ↑  . 台灣角川漫畫.   [2018-06-07]. （原始内容存档于2021-01-22）.
21. ↑  . 台灣角川漫畫.   [2018-06-07]. （原始内容存档于2019-08-08）.
22. ↑  . 台灣角川漫畫.   [2019-07-26]. （原始内容存档于2019-03-23）.
23. ↑  . 台灣角川漫畫.   [2019-11-12]. （原始内容存档于2021-01-23）.

電擊文庫
1. ↑  . 電撃屋.   [2016-10-08]. （原始内容存档于2017-06-16） （日语）.
2. ↑  . 電撃屋.   [2017-06-20]. （原始内容存档于2019-04-12） （日语）.

## 外部連結
- 電擊文庫「我的妹妹是黃漫老師」官方網站（日語）
- 漫畫「我的妹妹是黃漫老師」官方網站 （页面存档备份，存于）（日語）
- 俺妹&情色漫畫老師的X（前Twitter）（日語）